# Gresham (Nebraska)
Gresham ist ein Dorf (Village) im York County im US-Bundesstaat Nebraska. Das U.S. Census Bureau hat bei der Volkszählung 2020 eine Einwohnerzahl von 219 ermittelt.

## Demografie
Laut United States Census 2000 hat Gresham 270 Einwohner, davon 132 Männer und 138 Frauen.

## Lage
Gresham liegt im Osten Nebraskas ca. 17 km östlich des U.S. Highway 81. Die Interstate 80 verläuft in ca. 28 km im Süden.

## Geschichte
Der Ort wurde 1887 von der Pioneer Town Site Company gegründet. Man vermutete, dass die Fremont, Elkhorn & Missouri Valley Railroad, die durch York County gen Westen unterwegs war, an dieser Stelle Gleise verlegen würde. Namensgeber war der Staatsmann Walter Q. Gresham. Noch im gleichen Winter erreichten die Schienen tatsächlich den Ort. Das erste Schulhaus wurde 1888 gebaut. 1900 wurde vom Woman's Club die Bibliothek eröffnet, die seit Anbeginn ehrenamtlich geführt wird.